# Traité byzantino-trapézontain
Le traité de 1282 entre l’Empire byzantin et l’empire de Trébizonde, est un accord conclu entre les empereurs Jean II Grand Comnène de Trébizonde et Michel VIII Paléologue de Constantinople, en fonction duquel Jean II abandonnait le titre d’« empereur »  pour recevoir celui de « despote » concédé par Michel VIII dont il épousait la fille.

## Contexte historique

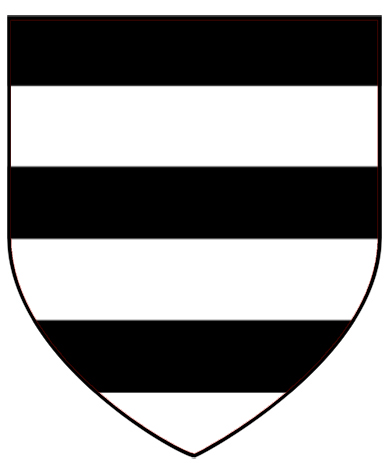
Blason d’Alexis Comnène, premier empereur de Trébizonde.

Après la chute de Constantinople aux mains des croisés en 1204, l’ancien Empire byzantin fut morcelé entre plusieurs États, « grecs » ou « latins ». Trois États grecs revendiquaient sa succession : l’empire de Nicée, l’empire de Trébizonde et le despotat d'Épire.
Toutefois, contrairement aux deux autres États, l’Empire de Trébizonde n’était pas la conséquence directe de la chute de Constantinople, mais s’était formé presque au même moment. Depuis le règne de Justinien Ier, la région du Pont (thème de Chaldée), à la frontière orientale de l’empire, jouissait d’une importance militaire et commerciale particulière. Les communications entre Constantinople et Trébizonde étant fréquemment coupées par les Turcs, la région avait acquis sous l’égide de la famille des Gabrades un statut d’autonomie de fait.
Originaire de la Paphlagonie située près de la mer Noire,, les Comnène étaient unis par des liens matrimoniaux avec  les souverains de la Géorgie voisine, alors au faîte de sa puissance. S’étant vue insultée par le basileus Alexis III Ange (r. 1195 – 1203) peu avant la quatrième croisade, la puissante reine Tamar (r. 1184 – 1213) décida de soutenir dans leurs ambitions ses neveux, Alexis et David, petit-fils d’Andronic Ier Comnène (r. 1183 – 1185) renversé par un soulèvement populaire. Elle leur confia un régiment géorgien avec lequel les deux jeunes hommes se rendirent facilement maitres de la région accueillis par la population locale, aussi bien grecque que laze comme des libérateurs. Trébizonde leur ouvrit ses portes le 23 avril 1204 et Alexis fut couronné « empereur » le surlendemain . Quelques jours plus tôt, les croisés étaient entrés dans Constantinople dans la nuit du 8 au 9 avril.  Il est certain que l’effondrement et la division de l’Empire byzantin par les Latins permirent aux deux frères de poursuivre leur conquête vers l’ouest  puis vers la Propontide. Ils furent aidés en cela par une certaine connivence avec les Latins, David Comnène s’entendant avec l’empereur Henri Ier (r. 1206  - 1216) pour lutter contre l’empire de Nicée où Théodore Laskaris (r. 1205 – 1221) tentait de consolider son pouvoir tout en revendiquant la succession légitime de l’Empire byzantin. 
En 1261, Michel VIII Paléologue réussit à reconquérir Constantinople, reconstituant ainsi l’Empire byzantin, quoique son étendue territoriale fût bien moindre qu’avant 1204. Les premières années de son règne furent consacrées à consolider son pouvoir à l’intérieur, alors que l’aveuglement et l’emprisonnement de l’héritier légitime du trône l’avait fait excommunier par l’Église de même qu’à l’extérieur, alors qu’il dut chercher des appuis pour protéger Constantinople contre une éventuelle croisade sous l’égide de Charles d’Anjou et de ses alliés balkaniques, ce qui conduisit au traité byzantino-vénitien de 1277,.
Ce n’est que vingt ans après la reconquête que Michel VIII put vraiment se tourner vers l’Asie mineure où l’Empire trapézontain passait par une période chaotique sous le règne de Georges Ier (r. 1266 ou 1267 à juin 1280). À l’intérieur, la question de l’unification des Églises faisait rage, Trébizonde fidèle à l’orthodoxie se rangeant dans les rangs anti-unionistes; à l’extérieur les Mongols ilkhanides régnaient alors sur une grande partie de l'Anatolie  et le père de Georges Ier, Manuel Ier (r. 1238-1263), avait dû se reconnaitre leur vassal, alors que les Mamelouks d’Égypte s’avéraient des adversaires redoutables. En 1278, pour affirmer son indépendance, il avait remplacé son titre de « despote » par celui d’ « empereur », provoquant les objections de Michel VIII à Constantinople et du Mongol Abaga de Tabriz. C’est probablement pour affirmer l’indépendance qu’ils tenaient de leur illustre maison que les Comnène de Trébizonde avaient changé leur nom pour celui de « Grand Comnène », peut-être déjà  sous le premier empereur, Alexis. Convoqué à Tabriz par son suzerain mongol allié de l’Empire byzantin, Georges Ier fut trahi par les siens et emprisonné. Ce fut son frère, Jean II (r. 1280 – 1297), qui lui succéda.

## Traité de 1282
Devant les menaces extérieures, ce dernier jugea plus prudent de tenter un rapprochement avec Constantinople. Michel VIII lui avait déjà  envoyé au moins trois ambassades en se référant à lui comme « souverain (archegos) des Lazes », et lui exprimant son déplaisir de le voir utiliser le titre impérial, lequel, suivant la théorie séculaire, ne pouvait être l’apanage que du seul empereur de Constantinople.  Jean se rendit à l’invitation de Michel VIII. Avant d’entrer dans la ville, il se dépouilla de ses vêtements impériaux, troquant les bottes pourpres, couleur impériale, pour  les bottes noires d’un despote, titre que lui fut conféré lors de sa rencontre avec Michel VIII.
Tel que le voulait la coutume, l’accord fut confirmé par une union matrimoniale entre les deux familles, Jean épousant Eudocie Palaiologina, fille de Michel VIII ,.

## Suites

L’aigle trapézontain, très proche de l’aigle bicéphale byzantin, mais privé de couronne impériale.

Le fait que Jean ait reçu de l’empereur byzantin ce titre de despote satisfaisait la théorie byzantine à l’effet que le dirigeant de Trébizonde était redevable de son titre au seul empereur universel, celui de Constantinople. Mais si Jean II portait à Constantinople le titre de despote, sitôt de retour chez lui, il reprit le titre impérial, modifiant l’expression « empereur des Romains » pour « empereur et autocrate de tout l’Orient, des Ibériens, et des provinces de Transmarine », cette dernière région comprenant les terres de Crimée autour de Cherson,, bien que l’Ibérie ait été perdue durant le règne d’Andronic Ier Gidos. De même, l’aigle bicéphale, symbole traditionnel de l’Empire byzantin, fut remplacé à Trébizonde par un aigle monocéphale. Ses successeurs conserveront le titre impérial et ce jusqu’à ce que l'invasion des Turcs en 1461 sonne le chute de l'empire de Trébizonde.
Ainsi réconciliés avec Constantinople, les souverains trapézontains purent profiter pleinement du grand commerce international dont les axes se déplacèrent à partir des années 1280 vers le nord, Tabriz prenant la place de Bagdad détruite par les Mongols et la mer Noire. À cette période, un comptoir génois apparait à Trébizonde et un comptoir vénitien s’y établit en 1319,  comptoirs qui, comme à Constantinople, seront sources de disputes voire de conflits militaires avec Gênes à partir de 1304 et avec Venise à partir de 1374.